# Новий Кавказ
Но́вий Кавка́з — село Олександрівської селищної громади Краматорського району Донецької області, України. У селі мешкає 110 людей.